# كيتاكيوشو
مدينة كيتاكيوشو (بالإنجليزية: Kitakyūshū)‏ هي أحد المدن التابعة لمحافظة محافظة فوكوأوكا، كيوشو، اليابان. تأسست رسميًا في 10/02/1963. ويقدر عدد سكانها بـ 986998 نسمة حسب تقدير مكتب الإحصاء الياباني لعام 2012. تبلغ مساحة كيتاكيوشو 487.71 كم2. بكثافة سكانية تبلغ 2024 نسمة/كم2.

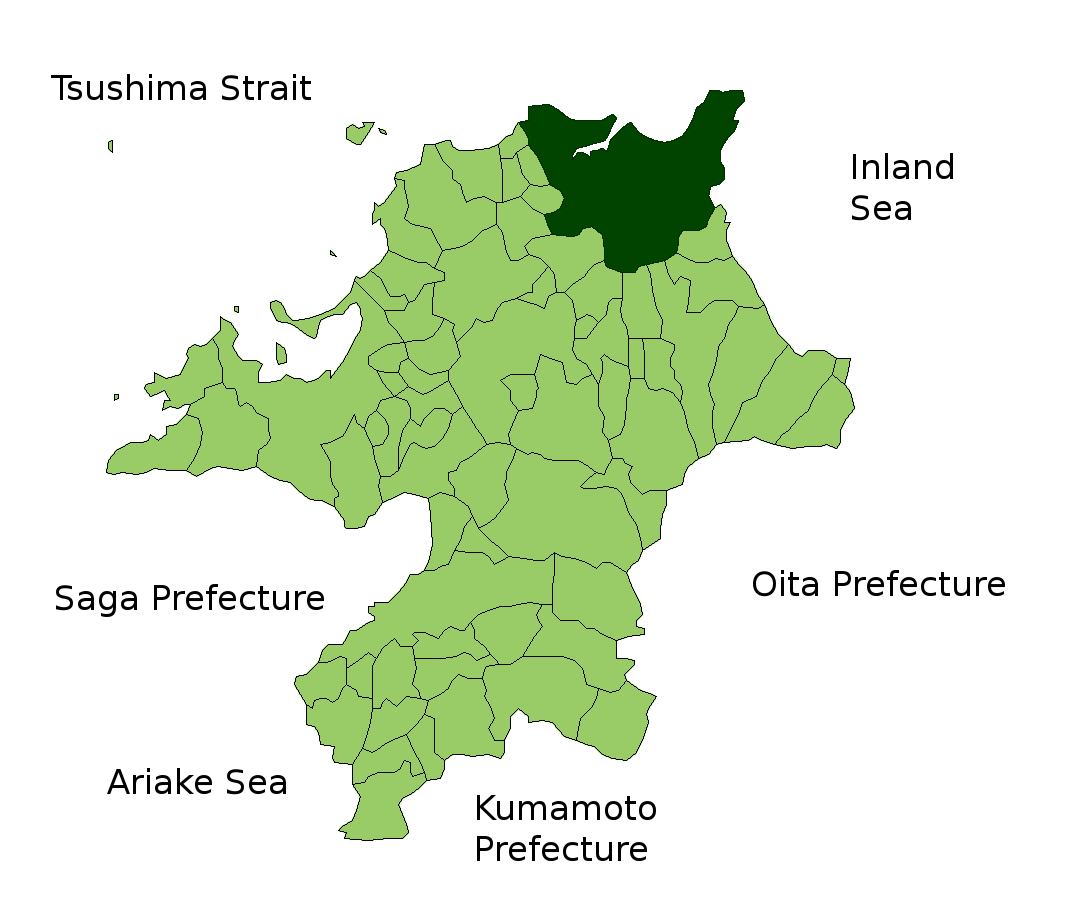
موقع كيتاكيوشو ضمن جزيرة كيوشو

(باليابانية 北九州市 ) وتعني شمال كيوشو، تعتبر من كبريات المدن في اليابان ذات السياسات البيئية النظيفة وإعادة التصنيع للنفايات.

## توأمة
لكيتاكيوشو اتفاقيات توأمة مع كل من:
- نورفولك
- سورابايا (12 نوفمبر 2012 - )

## أعلام
- اكي كاجيوارا
- هنا شيباتا
- تاكوجي ميوشي
- ياسوتو هوندا
- كيغو هيغاشي
- سوتا هيراياما
- غورو أداتشي
- ماساهيرو هامازاكي